# Aeroportul Regional Waynesville-St. Robert
Aeroportul Regional Waynesville-St. Robert (IATA: TBN, ICAO: KTBN, FAA LID: TBN) este un aeroport din Missouri, Statele Unite ale Americii ce deservește zona Waynesville⁠(d). Aeroportul a fost tranzitat în 2019 de 10.808 pasageri. A fost numit după zona deservită.
Situat la o altitudine de 353 m, aeroportul dispune de 1 pistă.

## Infrastructură

### Piste
Aeroportul dispune de o singură pistă. Pista 14/32 are suprafața de asfalt și dimensiunile 6.038 picioare × 150 picioare. 